# Łazarz I Hrebeljanović
Łazarz Hrebeljanović, Лазар Хребељановић (ur. 1329, zm. 15 czerwca lub 28 czerwca 1389) – książę Serbii, nazywany również carem.

## Życiorys
Urodził się w 1329 w okolicach Nowego Brda. Jego życie do roku 1371 jest słabo opisane w źródłach. Najprawdopodobniej wyróżnił się w czasie służby na dworze Stefana Urosza IV Duszana, co pozwoliło mu uzyskać tytuł kneza i poślubić Milicę Vukanić, pochodzącą z młodszej linii królewskiej dynastii Nemaniczów. Po bitwie nad Maricą, w której nie wziął udziału, w sojuszu z bośniackim banem Tvrtkiem Kotromaniciem dokonał podziału ziem żupana Nikoli Altomanovicia, stając się najpotężniejszym z możnowładców serbskich. Uzyskał wsparcie Serbskiego Kościoła Prawosławnego, który uznał go za człowieka zdolnego do odbudowy potęgi Serbii Nemaniczów. Łazarz Hrebeljanović był fundatorem wielu monasterów i cerkwi, m.in. Rawanicy i Lazaricy w Kruševacu.
W miarę wzrostu swojej potęgi Łazarz zaczął używać tytułu króla wszystkich Serbów, mimo iż nigdy nie kontrolował wszystkich terytoriów przez nich zamieszkiwanych.
Dowodził wojskami Serbów i ich sojuszników w bitwie na Kosowym Polu w 1389. Wg niektórych przekazów w bitwie tej zginął. Okoliczności tego wydarzenia były różnie opisywane przez późniejsze kroniki. W pierwszych relacjach z Kosowego Pola informacja o śmierci Łazarza nie występuje w ogóle. Najstarsze informacje o jego śmierci w bitwie podają jedynie, iż „zginął od miecza”. Dopiero w miarę rozwoju literatury hagiograficznej opiewającej postać Łazarza pojawiła się wersja, iż został on wzięty do niewoli i ścięty przez Turków.

## Małżeństwo i dzieci[9]
Łazarz ożenił się ok. 1353 z Milicą (Милица) z rodziny Vukaniciów, pochodzącej od bocznej gałęzi carskiej i królewskiej dynastii Nemanjiciów, z którą miał siedmioro, potwierdzonych w źródłach, dzieci:
- córkę Marę zm. ok. 1426, żonę Vuka Brankovicia.
- syna despotę Stefana Lazarevicia
- syna księcia Vuka, straconego przez Turków 6 lipca 1410
- córkę Marę lub Draganę, zm. czerwiec 1395, wydaną za mąż ok. 1386 za bułgarskiego cara Iwana Szyszmana
- córkę Teodorę, zm. przed 1405, wydana za mąż za Nikolę II Gorjanskiego, syna Nikoli I Gorjanskiego, bana Mačvy i Chorwacji, palatyna Królestwa Węgier
- córkę Jelenę lub Jelę, zm. marzec 1443, żonę Đurađa Stracimirovicia
- córkę Oliverę Despinę (serb. Оливера Деспина), zm. po 1444 wydaną za mąż w 1390 za sułtana Bajazyda I

## Obecność w kulturze serbskiej

### Mit kosowski
Jednym z elementów zakorzenionego w kulturze serbskiej mitu kosowskiego jest obraz przymierza zawartego z Łazarzem Hrebeljanoviciem przez Boga. W noc poprzedzającą bitwę na Kosowym Polu, Łazarza odwiedził anioł, który przedstawił mu możliwość wyboru pomiędzy wielkim królestwem na ziemi a Królestwem Niebieskim. Władca wybrał Królestwo Niebieskie, które trwać będzie „na wieki wieków”. Spowodowało to jednak upadek jego ziemskiego władania i śmierć w bitwie na Kosowym Polu. W micie kosowskim i wywodzącej się z niego ideologii świętosawskiej wydarzenie to oznacza początek szczególnego przymierza między Serbami a Bogiem.
W innych utworach Łazarz zmartwychwstaje po 40 latach od swojej śmierci, na pamiątkę Zmartwychwstania Jezusa.

### Kultura ludowa
Łazarz Hrebeljanović jest bohaterem wielu ludowych pieśni epickich, opisujących jego życie, działalność oraz udział w bitwie na Kosowym Polu (Książęca wieczerza, Budowanie Rawanicy)

## Kult
Książę Łazarz został uznany za świętego przez Serbską Cerkiew Prawosławną. Jego wspomnienie wypada w dniu 15/28 czerwca.
Według tradycji ciało zabitego Łazarza zostało zwrócone wdowie po nim przez serbskich książąt, którzy złożyli Turkom hołd lenny. Milica pochowała je w Prisztinie, zaś w 1401 lub 1402 przeniosła do monasteru Rawanica. Jego ciało zostało umieszczone w ozdobnej race i ubrane w szatę z wyhaftowanymi postaciami lwów, którą miał mieć na sobie w czasie bitwy. W 1690 mnisi z Rawanicy zbiegli z monasteru w czasie Wielkiej Wędrówki Serbów, zabierając ze sobą relikwie; były one przechowywane początkowo w Szentendre, następnie zaś w Sremie. W 1942 relikwiarz został okradziony przez ustaszy, co skłoniło hitlerowskie władze okupacyjne do przeniesienia go do Belgradu. W 1987, dwa lata przed 600. rocznicą bitwy kosowskiej, relikwie były kolejno wystawiane w różnych monasterach Serbii i Bośni, przed ostatecznym przeniesieniem ich do Rawanicy. Według opiekujących się relikwiami zakonników mają one cudotwórczą moc. Jest to jeden z popularniejszych celów pielgrzymkowych w Serbii.